# Cranendonck
Cranendonck és un municipi de la província del Brabant del Nord, al sud dels Països Baixos. L'1 de gener del 2009 tenia 20.339 habitants repartits sobre una superfície de 78,14 km² (dels quals 1,35 km² corresponen a aigua). Limita al nord amb Heeze-Leende i Someren, a l'oest amb Hamont-Achel, a l'est amb Nederweert i al sud amb Weert i Bocholt.

## Centres de població
Budel, Budel-Dorplein, Budel-Schoot, Gastel, Maarheeze, Soerendonk.

## Ajuntament
- PvdA 5 regidors
- CDA 4 regidors
- Fractie Elan 4 regidors
- Cranendonck Actief! 3 regidors
- VVD 2 regidors
- Nieuw Cranendonck 1 regidor